# 과소보호금지의 원칙
과소보호금지의 원칙(過少保護禁止의 原則)은 국민의 기본권보호를 위해 국가가 최소한의 보호조치를 해야된다. 국가, 특히 입법자는 보호의무의 이행과 관련하여 광범위한 형성의 자유를 가지나, 그 보호의무의 이행의 정도와 관련하여 헌법이 요구하는 최저한의 보호수준을 하회하여서는 아니된다는 의미에서 과소보호금지의 원칙을 준수하여야 한다.
헌법재판소는 과소보호금지원칙의 관점에서, 국가가 국민의 법익보호를 위하여 적어도 적절하고 효율적인 최소한의 보호조치를 취했는가를 기준으로 보호의무의 위반을 심사하고 있다.

## 같이 보기
- 과잉금지의 원칙

1. ↑  헌재 1997.1.16. 90헌마110 등